# Jurijs Sokolovs
Jurijs Sokolovs (rus. Юрий Николаевич Соколов, ur. 12 września 1983 roku w Dyneburgu, ZSRR) – łotewski piłkarz, grający na pozycji prawego pomocnika.

## Kariera piłkarska

### Kariera klubowa
Jest wychowankiem drużyny FK Dinaburg. W sezonie 2006 jego zespół zajął 4. miejsce w najwyższej klasie rozgrywkowej na Łotwie. W następnym sezonie uplasował się z drużyną na 5. lokacie. 1 stycznia 2008 roku podpisał kontrakt z lokalnym rywalem – klubem Daugava Daugavpils. W sezonie 2008 jego zespół zakończył rozgrywki rundy zasadniczej na 6. miejscu. Dzięki temu mógł walczyć w grupie mistrzowskiej, w której zajął ostatecznie 5. pozycję. 1 stycznia 2009 roku przeszedł na zasadzie wolnego transferu do swojego byłego klubu – FK Dinaburg.
W sezonie 2009 jego zespół zgromadził 49 punktów i z takim dorobkiem zająłby 4. miejsce. Jednak 5 października 2009 roku Łotewska Federacja Piłkarska zadecydowała o wykluczeniu FK Dinaburg z Virslīgi w związku ze skandalem dotyczącym zamieszania prezesa klubu i trenera drużyny w ustawianie wyników meczów. Ostatecznie kluby Daugava Daugavpils i FK Dinaburg połączyły się i od nowego sezonu drużyna występowała pod tą pierwszą nazwą. W związku z tym Jurijs Sokolovs automatycznie stał się zawodnikiem zespołu Daugava Daugavpils. W wyniku powiększenia ligi z 8 do 10 ekip jego zespół (9. drużyna drugiego poziomu rozgrywek) dostał propozycję zajęcia dodatkowego miejsca, którą to ofertę ten klub przyjął. W sezonie 2010 uplasował się z drużyną na 4. pozycji. W następnym sezonie jego zespół zajął 3. lokatę. Dzięki temu mógł wziąć udział w I rundzie kwalifikacyjnej Ligi Europy.
W sezonie 2012 zdobył ze swoją drużyną mistrzostwo Łotwy, a jego klub mógł wystąpić w II rundzie kwalifikacyjnej do LIgi Mistrzów. W następnym sezonie uplasował się z tą ekipą na 3. pozycji, co pozwoliło im wystąpić w I rundzie kwalifikacyjnej do Ligi Europy.
11 lutego 2014 roku sportowiec podpisał kontrakt z klubem BFC Daugavpils. W sezonie 2014 zajął z tym zespołem 8. pozycję.
Nie ma informacji o tym do kiedy wiąże go umowa z klubem BFC Daugavpils.

### Kariera reprezentacyjna
Jurijs Sokolovs wystąpił w trzech meczach reprezentacji Łotwy do lat 21.

## Sukcesy i odznaczenia
- Mistrzostwo Łotwy (1 raz): 2012[11]